# Плумбуита (Калараш)
Плумбуита (рум. Plumbuita) насеље је у Румунији у округу Калараш у општини Тамадау Маре. Oпштина се налази на надморској висини од 56 m.

## Становништво
Према подацима из 2002. године у насељу је живело 578 становника.

### Попис2002.
| Расподела становништва по националности 2002.‍ | Расподела становништва по националности 2002.‍ | Расподела становништва по националности 2002.‍ | Расподела становништва по националности 2002.‍ | Расподела становништва по националности 2002.‍ |
| --------------------------------------------- | --------------------------------------------- | --------------------------------------------- | --------------------------------------------- | --------------------------------------------- |
|                                               |                                               |                                               |                                               |                                               |
| Румуни                                        | Румуни                                        |                                               | 553                                           | 95,8%                                         |
| Роми                                          | Роми                                          |                                               | 24                                            | 4,2%                                          |